# Isaac Meyer
Isaac Meyer (født Abdul Basit Abu-Lifa, i juni 1989) er en dansk-jordansk statsborger, som er blevet idømt 7 års fængsel i Terrorsagen fra Glostrup efter den strengeste paragraf i dansk terrorlovgivning, for at være del af en bevæbnet terror-celle som sandsynligvis havde planer om at angribe de lande som havde styrker i Irak og Afghanistan.
Abu-Lifa har dansk og jordansk statsborgerskab, og er født og opvokset i Brøndby Strand. På grund af denne tilknytning til Danmark nægtede Østre Landsret ensstemmigt at følge anklagerens anmodning om at udvise Meyer til Jordan.
Abu-Lifa blev prøveløsladt i 2010 og i juni 2013 stoppede prøveløsladelse.
Nogle måneder senere, den 19. november 2013, overfaldt Abu-Lifa digteren Yahya Hassan på Københavns Hovedbanegård. Hassan blev overfaldet bagfra med knytnæveslag, mens Abu-Lifa råbte at Hassan var "vantro og skulle dø".
Abu-Lifa blev ved Københavns Byret idømt fem måneders ubetinget fængsel på baggrund af overfaldet, som retten mente var motiveret i Yahya Hassans ytringer som digter. 
Abu-Lifa havde da påtaget sig det jødisk-klingende navn Isaac Meyer.